# Cristoforo Lecapeno
Cristoforo Lecapeno (in greco antico: Χριστόφορος Λακαπηνός?, Christóforos Lakapēnos; ... – 931) è stato un imperatore bizantino che regnò dal 921 al 931, anno della sua morte, come co-imperatore assieme al padre, ai fratelli e al legittimo imperatore Costantino VII Porfirogenito.

## Biografia
Cristoforo era il secondo figlio di Romano Lecapeno, nonché il maggiore dei maschi. Per quanto riguarda i suoi parenti legittimi, aveva dunque una sorella più grande, Elena, e una più piccola, Agata, e tre fratelli più piccoli, Stefano, Costantino e Teofilatto; a questi vanno aggiunti poi Basilio, figlio illegittimo di Romano I, e altre due sue sorelle di cui però non è noto il nome.
Non ci è giunto niente sui primi anni di vita di Cristoforo ma si sa per certo che aveva raggiunto un'età adulta nel 919-920 e che nel 927 aveva una figlia in età da marito, quindi si può ipotizzare che sia nato tra l'890 e l'895. Già prima che suo padre salisse al potere, Cristoforo si era sposato con Sofia, figlia del patrikios Niketas, uno slavo originario del Peloponneso.
Quando, nel 919, Romano riuscì a far sposare la propria figlia maggiore, Elena, al giovane imperatore Costantino VII Porfirogenito, allora solo quattordicenne, egli assunse il ruolo di guardiano dell'imperatore, proclamandosi basileopatore, e fece sì che Cristoforo gli succedesse nella carica di megas hetaireiarches, ossia di comandante delle guardie di palazzo. Nel dicembre 920, Romano riuscì a farsi incoronare co-imperatore, finendo per sopravanzare il genero, Costantino VII, in quanto co-imperatore più anziano, e, per consolidare ancor di più la sua posizione, nonché per far sì che la sua famiglia sopravanzasse la dinastia dei Macedoni, legittima detentrice del trono, incoronò co-imperatore anche suo figlio Cristoforo il 20 maggio 921. Inoltre, quando la madre di Cristoforo, Teodora, morì, nel febbraio 922, Romano elevò sua nuora Sofia al titolo di Augusta dell'impero, al pari della figlia Elena.
Nel 927, come parte di un accordo di pace, Maria, figlia di Cristoforo, ribattezzata per l'occasione Irene (ossia "pace" in greco), fu data in moglie all'imperatore bulgaro Pietro I. Romano prese l'occasione per far avanzare Crisfotoro innanzi a Costantino VII, facendo di esso il più importante del gruppo dei co-imperatori, a cui nel 924 si erano aggiunti anche Stefano Lecapeno e il fratello Costantino. Nel 928, Niketas tentò di convincere Cristoforo, suo genero, a deporre il proprio padre; il tentativo, però, fu senza successo e Niketas fu esiliato. Le ragioni dietro tale congiura furono probabilmente che, dati i noti problemi di salute di Cristoforo, Niketas e la figlia temevano di perdere i propri privilegi in caso di una sua prematura scomparsa.
Cristoforo morì nell'estate del 931 e fu molto compianto dal padre, il quale raccolse le proprie lacrime in un lacrimatoio e divenne molto più devoto ad attività religiose. Poco dopo la morte di Cristoforo, il quale venne sepolto nel Myrelaion, una chiesa ortodossa bizantina fatta appositamente costruire da Romano I come luogo di sepoltura della sua famiglia che sarà poi, attorno al 1500, convertita in moschea dagli Ottomani, sua moglie Sofia si ritirò da corte per entrare in convento, dove morì.

Per quanto riguarda il trono, dopo la morte Cristoforo il potere restò nelle mani di suo padre, dei suoi fratelli Stefano e Costantino e di Costantino VII. Nel dicembre 944, Stefano e Costantino deposero il proprio padre, il quale si fece monaco e morì quattro anni dopo nel giugno 948; tuttavia, quando tentarono di deporre anche Costantino VII, la popolazione di Costantinopoli si ribellò e li cacciò dall'impero, esiliandoli.

## Discendenza
Dal matrimonio con Sofia, Cristoforo ha avuto tre figli:
- Maria-Eirene, imperatrice consorte di Pietro I di Bulgaria;
- Romano, che era ancora un bambino nell'anno della morte del padre. Stando a quanto riportato da Giovanni Zonara, Romano era il nipote preferito di Romano I Lecapeno, in quale aveva pensato di elevarlo al rango di co-imperatore dopo la morte di Cristoforo; sfortunatamente, anche Romano morì poco dopo;
- Michele, che ancora un bambino nell'anno della morte del padre, era già diventato un ecclesiastico nel 945, anno in cui la sua famiglia perse il potere. Raggiunse anche le cariche di magistros e rhaiktor, ma non ci è giunto nulla di più sul seguito della sua vita.